# NORDUnet
NORDUnet er det fælles-nordiske forskningsnet. NORDUnet leverer datanet tjenester til de nationale forskningsnet i de nordiske lande:
- Forskningsnettet i Danmark
- SUNET i Sverige
- FUNET i Finland
- UNINETT i Norge
- RHnet i Island

NORDUnet forbinder disse datanet med hinanden, til det fælles-europæiske forskningsnet GÉANT og til kommercielle internet tjenester. Desuden leverer NORDUnet lambda-net til de nordiske NREN og driver et separat, eksperimentelt IPv6-netværk som en del af EU's 6NET-projekt.
NORDUnet er oprettet i 1980'erne af Nordisk Ministerråd og er siden 1994 et aktieselskab ejet af de fem nordiske forskningsnet.
NORDUnet er fra en spæd start blevet stadig udbygget. NORDUnet har (sommer 2004) en båndbredde på 10 Gbps mellem de Helsinki, Stockholm, Oslo og København, en 155 Mbps forbindelse til Reykjavik samt 10 Gbps til såvel GEANT som det kommercielle Internet. NORDUnets IP-netværk støtter fuldt ud såvel IPv4 som IPv6.
NORDUnet har hovedkontor i Kastrup.